# Opéra bouffe

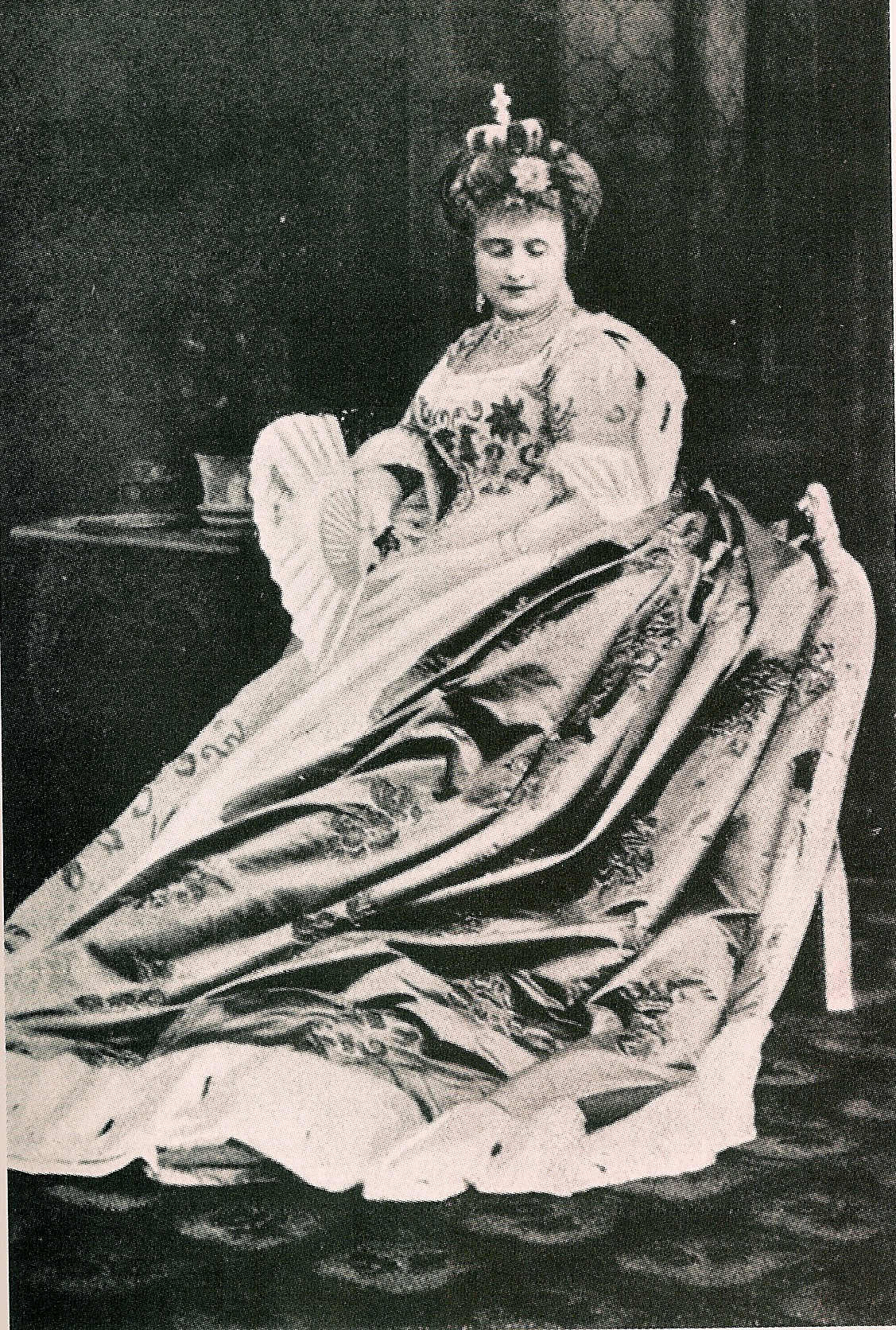
L'actriu Hortense Schneider, en l'opéra bouffe La Gran-Duchesse

L'Opéra bouffe és un gènere d'òpera que va néixer al segle xix a França, estretament relacionat amb Jacques Offenbach, qui va produir una gran quantitat d'obres en el Théâtre des Bouffes-Parisiens, d'on prové el nom del gènere.
Les principals característiques de la opéra bouffe són la comèdia, la sàtira, la paròdia i la farsa. Algunes de les obres més representatives d'aquest gènere són La Belle Hélène, Barbe-Bleue, La vie parisienne, La Périchole i La Gran-Duchesse de Gérolstein, estrenades per Hortense Schneider, musa inspiradora d'Offenbach.